# Tehnička škola Ivan Sarić (Subotica)
Tehnička škola u Subotici je osnovana je kao Mašinski, elektrotehnički i saobraćajni školski centar (MESŠC) na osnovu odluke Narodnog odbora Subotice od 28. rujna 1961. godine, u čemu je veliku ulogu imao narodni zastupnik László Balla. Današnje ime nosi od 1999. godine.  Od 31. kolovoza 2010. godine škola nosi ime jednog od poznatih bačkih Hrvata, pionira zrakoplovstva, Ivana Sarića. 
Danas se škola nalazi u zgradi na Trgu Lazara Nešića 9 koja je izgrađena za potrebe ugarske željeznice 1912. – 1913. godine.
Nastava se odvija u četirima područjima rada na dvama nastavnim jezicima, srpskom i mađarskom. Danas ju pohađa 1700 redovnih i 200 izvanredovnih učenika. Nastavu predaje 150 nastavnika. Dvorana za tjelesni odgoj ostala je bez krova zbog požara 23. kolovoza 2009. Škola je također razvojni centar za ECDL. U ovu su školu išle mnoge poznate osobe, među kojima gradonačelnik Modest Dulić.
U području elektrotehnike postoji pet nastavnih smjerova za koje se učenici mogu obrazovati: elektrotehničar računala, elektrotehničar procesnog upravljanja, elektroinstalater, autoelektričar i elektromehaničar za termičke i rashladne uređaje. 
U području prometa postoje četiri nastavna smjera za koje se učenici mogu obrazovati: tehničar unutarnjeg prijevoza, tehničar cestovnog prometa i vozač motornih vozila. 
U području strojarstva i obrade kovina postoji pet nastavnih smjerova za koje se učenici mogu obrazovati: automehaničar, bravar, strojni tehničar za računalno konstruiranje, tehničar za računalno upravljanje i operater strojne obrade.
U području metalurgije učenici se mogu obrazovati za zlatara.

## Vanjske poveznice
- Službene stranice
- Školske novine